# Eulychnia
Eulychnia ist eine Pflanzengattung aus der Familie der Kakteengewächse (Cactaceae). Der botanische Name der Gattung leitet sich vom griechischen Worten „εὖ“ (eu) für schön und „λύχνος“ (lychnos) für Lampe ab und bedeutet Schöne Fackel.

## Beschreibung
Die Arten der Gattung Eulychnia wachsen buschig oder baumartig, sind frei verzweigt und besitzen manchmal einen deutlichen Stamm. Die Triebe sind gerade, aufsteigend oder niederliegend und haben 9 bis 16 Rippen. Die Areolen sind mit Wolle oder langen Haaren bedeckt. Die daraus entspringenden Dornen sind häufig kräftig und lang.
Die kleinen, glocken- bis trichterförmigen Blüten erscheinen an der Triebspitze. Sie sind weiß bis rosarot und öffnen sich am Tag und in der Nacht. Ihr Blütenbecher und die sehr kurze Blütenröhre sind mit wolligen Haaren oder borstigen Dornen besetzt und mit Schuppen bedeckt.
Die fleischigen, kugelförmigen Früchte sind beschuppt oder behaart und nur selten bedornt. Die breit-eiförmigen, matt schwarzen oder grauen Samen sind fein warzig.

## Systematik und Verbreitung
Die Arten der Gattung Eulychnia entlang der Küste von Nord-Chile bis nach Süd-Peru verbreitet. Sie wachsen nur selten in Höhenlagen über 1000 Meter.
Die Erstbeschreibung der Gattung mit der damals einzigen Art Eulychnia breviflora, die damit die Typusart der Gattung ist, erfolgte 1860 durch Rudolph Amandus Philippi.

### Systematik nach N.Korotkova et al. (2021)
Die Gattung umfasst folgenden Arten:
- Eulychnia acida Phil.
  - Eulychnia acida var. acida
  - Eulychnia acida var. elata F.Ritter
- Eulychnia breviflora Phil.
  - Eulychnia breviflora var. breviflora
  - Eulychnia breviflora var. tenuis F.Ritter
- Eulychnia castanea Phil.
- Eulychnia chorosensis P.Klaassen[3]
- Eulychnia iquiquensis (K.Schum.) Britton & Rose
- Eulychnia ritteri Cullmann
- Eulychnia saint-pieana F.Ritter
- Eulychnia taltalensis (F.Ritter) Hoxey[4]
- Eulychnia vallenarensis P.C.Guerrero & Helmut Walter[5]

Ein Synonym der Gattung ist Philippicereus Backeb. (1942).

### Systematik nach E.F.Anderson/Eggli (2005)
Zur Gattung gehören die folgenden Arten:
- Eulychnia acida Phil.
- Eulychnia breviflora Phil.
- Eulychnia castanea Phil.
- Eulychnia iquiquensis (K.Schum.) Britton & Rose
- Eulychnia ritteri Cullmann

Ein Synonym der Gattung ist Philippicereus Backeb. (1942).

## Nachweise